# NGC 7061
NGC 7061 este o galaxie eliptică situată în constelația Indianul. A fost descoperită în 30 septembrie 1834 de către John Herschel. Se află la o distanță de 111,69 megaparseci de Pământ.